# بين فيسك
بين فيسك هو لاعب كرة قدم كندي، ولد في 4 فبراير 1993 في فانكوفر في كندا. شارك مع منتخب كندا تحت 20 سنة لكرة القدم. أما مع النوادي، فقد لعب مع تشارلستون بيتري وديبورتيفو فابريل وفانكوفر وايتكابس ونادي كوروتشو.

## وصلات خارجية
- بين فيسك على موقع قاعدة بيانات كرة القدم.إي يو (الإنجليزية)
- بين فيسك على موقع ناشيونال فوتبول تيمز (الإنجليزية)
- بين فيسك على موقع Soccerway.com (الإنجليزية)